# کلامبر اسپانیل
کلامبر اسپانیل (به انگلیسی: Clumber Spaniel)، نام یکی از نژادهای سگ است که خاستگاه آن به انگلستان بازمی‌گردد.